# Вилохвостки (птицы)
Вилохвостки (лат. Enicurus) — род воробьиных птиц из семейства мухоловковых.
Представители рода обитают в горных лесах Юго-Восточной Азии вблизи ручьёв и рек. Большинство видов строит гнёзда в расщелинах скал, в кладке 2—4 яйца.

## Список видов
В состав рода включают 8 видов:
- Enicurus immaculatus (Hodgson, 1836) — Черноспинная вилохвостка
- Enicurus leschenaulti (Vieillot, 1818) — Белошапочная вилохвостка
- Enicurus maculatus Vigors, 1831 — Пятнистая вилохвостка
- Enicurus ruficapillus Temminck, 1832 — Красношапочная вилохвостка
- Enicurus schistaceus (Hodgson, 1836) — Сероспинная вилохвостка
- Enicurus scouleri Vigors, 1832 — Белоножка
- Enicurus velatus Temminck, 1822 — Карликовая вилохвостка
- Enicurus borneensis Sharpe, 1889